# Isidoro Noblía
Isidoro Noblía – miasto w Urugwaju, w departamencie Cerro Largo.